# Sten Bergman
Sten Bergman (* 20. Oktober 1895 in Ransäter, Värmland, Gemeinde Munkfors; † 19. Februar 1975 in der Provinz Stockholms län) war ein schwedischer Biologe, Zoologe, Abenteurer und Buchautor, der Korea, Kamtschatka, Papua-Neuguinea, Japan und viele andere Orte bereiste.

## Leben

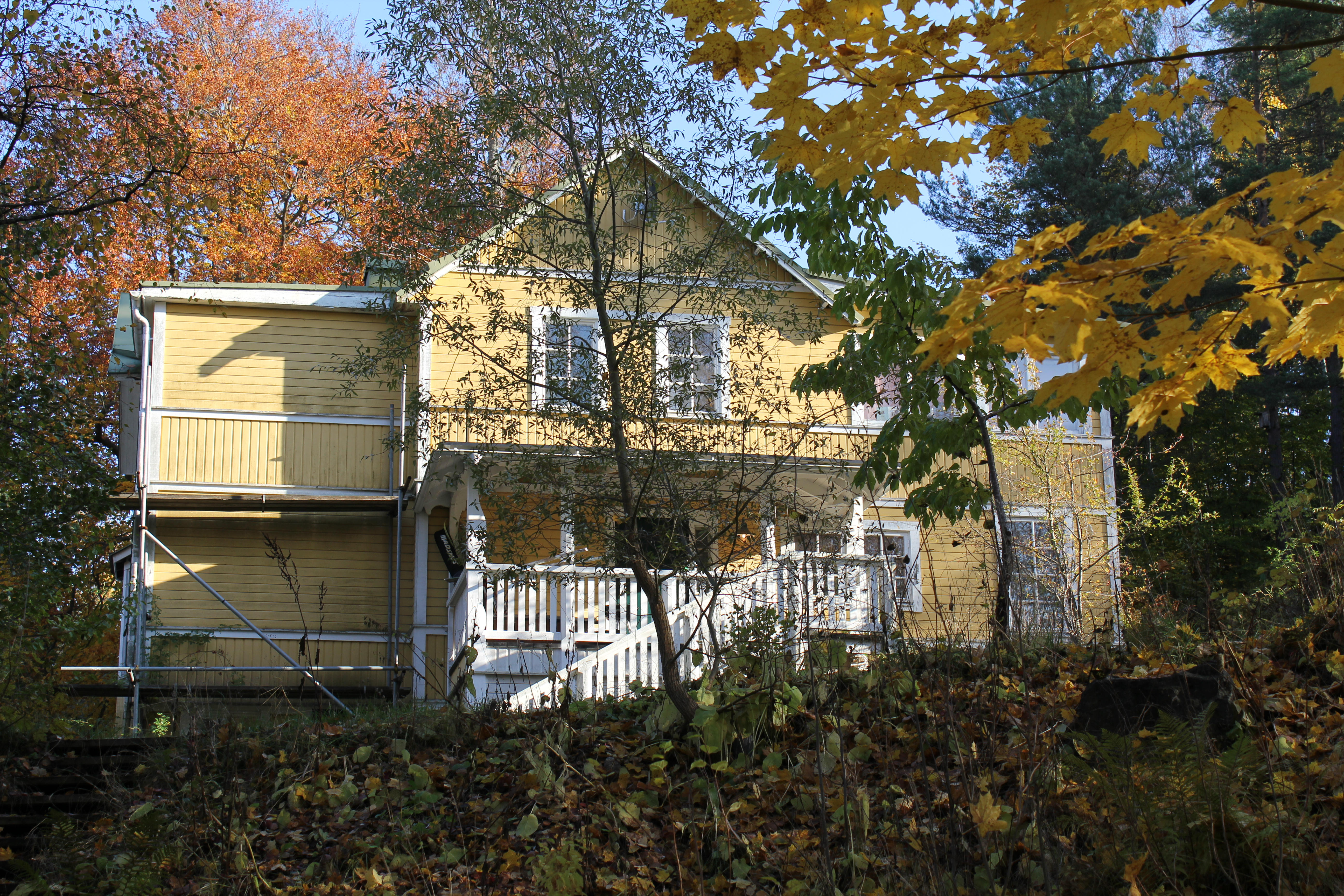
Sten Bergmans Haus in Rönninge, Gemeinde Salem

Sten Bergman war der Sohn von Johan Bergman, Professor für Archäologie, (1864–1951) und der Lehrerin Kerstin Henriksson (1866–1948). Er wuchs zusammen mit seinen älteren Geschwistern Ingegärd (1892–1987) und Gösta Nils (1894–1984) in Ransäter auf. Schon als Kind hatte er Interesse an Tierbeobachtungen, begann nach Abschluss der höheren Schule mit dem „Studentexamen“ 1914 ein Studium der Zoologie an der Universität Stockholm und erwarb 1925 sein Lizenziat.
1920 bis 1923 verbrachte er als Leiter einer Forschungsexpedition im nordostasiatischen Kamtschatka. Er führte eine Gruppe junger Wissenschaftler, darunter Ernst Hedström, René Malaise, Eric Hultén, Elsie Hultén und seine Frau Dagny Tora Sorella Lindhé (1890–1972), die er kurz zuvor 1920 geheiratet hatte. Das Paar lebte mit den Töchtern Gundel (1923–2012), Marianne (1925–2020), Astrid (1927–2015) sowie Sohn Åke (1932–1987) in einem großen Haus in Rönninge, Gemeinde Salem. Ab 1923 war Bergman für verschiedene Zeiträume stellvertretender Assistent und Direktor des Nationalmuseums. Die meiste Zeit seines Lebens hatte er jedoch keine feste Anstellung, sondern finanzierte seine Aktivitäten mit Fonds, Spenden und Sponsoren sowie durch populärwissenschaftliche Artikel und Vorträge.

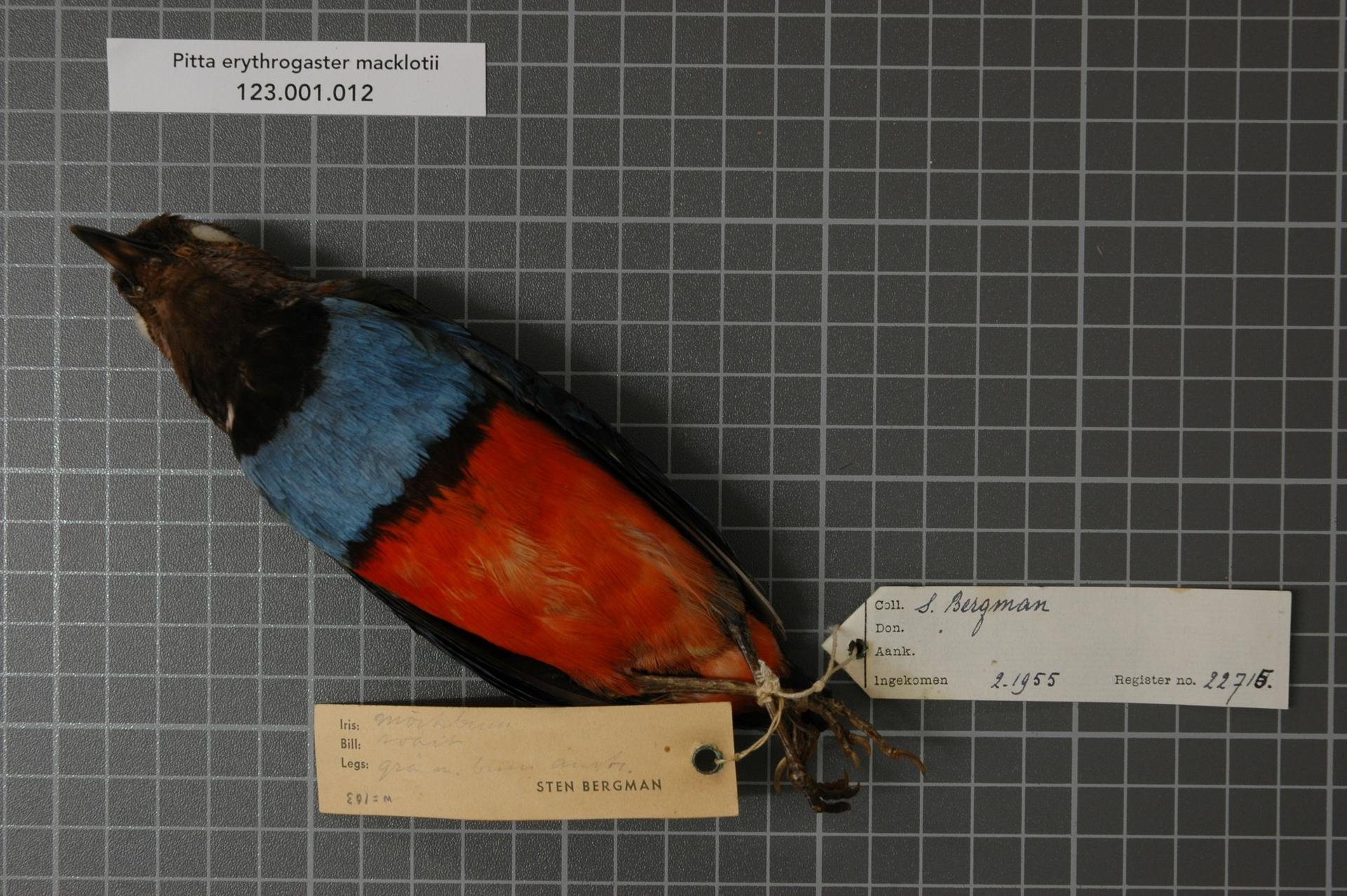
Vogelpräparat aus der Familie der Pittas, Naturalis, Leiden

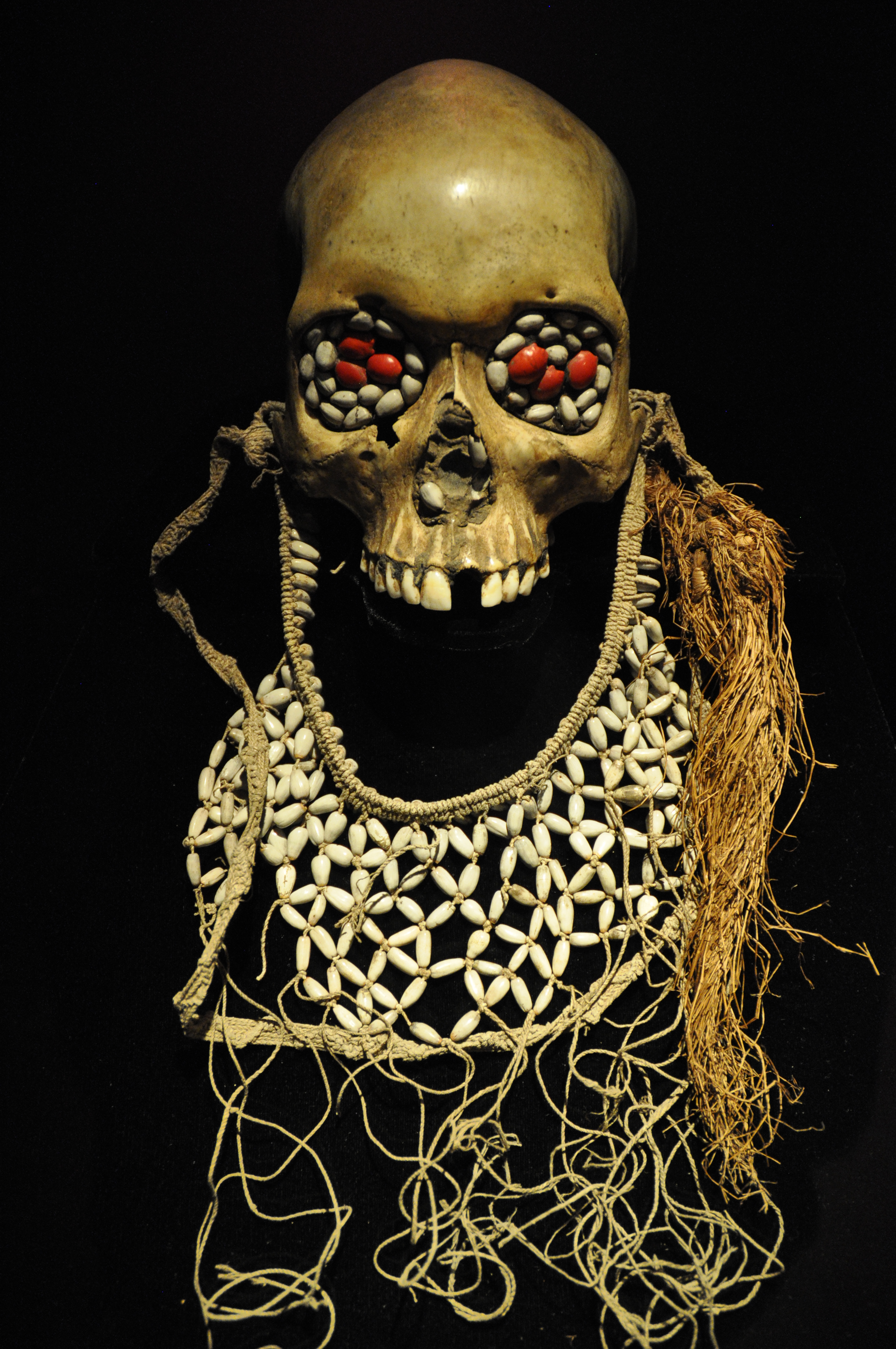
Maske aus Neuguinea, Ethnografisches Museum Stockholm

Weitere Forschungsreisen folgten. 1926 war er in Mitteleuropa. In Asien bereiste er von 1929 bis 1930 die Kurilen und von 1935 bis 1936 Korea, wo er die koreanischen Kultur und Tierwelt erforschte. Er reiste zusammen mit einem Tierkonservator und sammelte Vögel für das schwedische Naturkundemuseum und das Ethnographische Museum. 1948 bis 1950, 1952 bis 1953 und 1956 bis 1959 erkundete er das Innere von Neuguinea. Während der letzten Reise wurden er und seine Frau durch einen Papua-Häuptling adoptiert. In seinem Buch „Mein Vater ist ein Kannibale“ hielt Bergman die Feste, Zeremonien, kannibalischen Praktiken der Papua sowie seine Pflanzen- und Tierbeobachtungen fest, wie zu den Baumkängurus und Bauhinien. Von dort brachte er knapp zwanzig Paradiesvögel mit nach Schweden, die dann im Haus lebten. 1960 und 1962 reiste er nach Japan, das er bereits während seiner früheren Expeditionen nach Kamtschatka, die Kurilen und Korea besucht hatte. Während seiner Japanreisen hielt er sich zeitweise beim Volk der Anui auf und unternahm ausgedehnte Ausflüge, unter anderem nach Tokio, zum Fuji, nach Hokkaidō, in die Präfektur Yamagata, die Matsushima-Inseln und Izu-Ōshima. Er betrieb dort auch ornithologische Studien zu heimischen japanischer Vogelarten, wie dem Mandschurenkranich, dem Onagadori, dem Silberreiher, dem Zwergtaucher, dem Weißwangenstar und dem Rubinkehlchen.
Bergman sprach außer den meisten europäischen Sprachen Japanisch, Russisch und Malaiisch. Während aller Reisen dokumentierte und sammelte er eine Vielzahl von Tieren, Pflanzen und Objekten, die sich heute in den Sammlungen des Naturhistoriska riksmuseet und dem Ethnografischen Museum Stockholm befinden. Sein Hauptinteresse lag auf der Ornithologie und Entomologie. Die Ergebnisse seiner Expeditionen stellte Bergman auf Vortragsreisen in Schweden, Norwegen, Dänemark, Deutschland, Österreich, Frankreich und Japan, in Rundfunksendungen und in Buchveröffentlichungen vor. 1954 wurde er von den Hörern zu Schwedens beliebtestem Radiomoderator gewählt. Er war regelmäßig über Jahrzehnte im Schulradio, das von Sveriges Radio ausgestrahlt wurde, zu hören. Insgesamt schrieb er etwa 15 Reise-, Tier- und wissenschaftliche Bücher, die in zahlreiche Sprachen übersetzt wurden.
Bergman war Ehrenmitglied der Det Kongelige Danske Geografiske Selskab (Königlich Dänischen Geographischen Gesellschaft) und korrespondierendes Mitglied der Geographischen Gesellschaft in Wien. Bergman starb 1975 und wurde auf dem Friedhof von Salem beigesetzt. In Rönninge wurde die Straße „Sten Bergmans väg“ nach ihm benannt und das Kunstwerk Meine Paradiesvögel im öffentlichen Raum aufgestellt.

## Ehrungen und Auszeichnungen
- Offizier des Ordens von Oranien-Nassau (1950)
- Kommandeur des Nordstern-Ordens (schwedisch Kungliga Nordstjärneorden) (1950)
- Ritter des Wasaordens (1950)
- Nils-Holgersson-Plakette (1952)
- Ehrendoktorwürde der Universität Stockholm (1952)[5]
- Anders-Retzius-Silbermedaille
- Linné-Medaille in Gold der Königlich Schwedischen Akademie der Wissenschaften
- Travellers-Club-Silbermedaille
- Johan-August-Wahlberg-Silbermedaille

## Veröffentlichungen (Auswahl)
- Mina paradisfåglar, 1968
- Det fagra landet, 1962
- Min far är kannibal, 1959 (Mein Vater, der Kannibale, Brockhaus, Wiesbaden 1961)
- Stenalder och grön urskog, 1954 (Paradiesische Insel: Urwaldtiere und Steinzeitmenschen in Neuguinea,  Brockhaus, Wiesbaden 1956)
- Vildar och paradisfåglar, 1950 (Wilde und Paradiesvögel: Eine Forschungsreise nach Neuguinea,  Brockhaus, Wiesbaden 1952)
- Blåhake, Tiger, Pungbjörn och andra djur, 1947 (Was ich mit Tieren erlebte, Benziger, Einsiedeln 1950, 3. Aufl.)
- Djur, 1944 (Eine Welt voll Glück: Erlebnisse mit Tieren, A. Müller, Rüschlikon-Zürich 1947)
- Ugglornas äventyr, 1942
- Berömda upptäcktsfärder, 1941 (Berühmte Entdeckerfahrten, Rex-Verlag, München 1957)
- Berömda upptäcktsfärder, 2 Bände, 1939–41 (Berühmte Entdeckerfahrten, Schweizer Volksbuchgemeinde, Luzern 1952)
- I morgenstillhetens land, 1937 (Durch Korea: Streifzüge im Lande der Morgenstille, A. Müller, Zürich 1944)
- Från fjärran länder, 2 Bände, 1933–48
- De tusen öarna i Fjärran Östern, 1931 (Die tausend Inseln im fernen Osten: Reisen und Erlebnisse auf den Kurilen, Strecker & Schröder, Stuttgart 1932)
- På Hundsläde Genom Kamtchatka, 1924 (Auf Schi und Hundeschlitten durch Kamtschatka, Strecker & Schröder, Stuttgart 1928)
- Kamtschatka (Vulkane, Bären und Nomaden: Reisen und Erlebnisse im wilden Kamtschatka, Strecker & Schröder, Stuttgart 1926)[5]